# Carlos Larraín Simkins
Carlos Larraín Simkins (Antofagasta, 16 de septiembre de 1909-¿?) fue un funcionario público y político chileno, que se desempeñó como subsecretario del Interior de su país, durante el gobierno del presidente Juan Antonio Ríos y en las seguidas vicepresidencias de Alfredo Duhalde Vásquez, Vicente Merino Bielich y Juan Antonio Iribarren.

## Familia y estudios
Nació en la comuna chilena de Antofagasta el 16 de septiembre de 1909, hijo de Guillermo Larraín Mancheño y María Simkins Trabucco. Tuvo cuatros hermanos: Joaquín —funcionario público y diplomático, quien fuera, entre otras cosas, encargado de negocios de Chile en Ecuador entre 1929 y 1930, bajo la primera presidencia de Carlos Ibáñez del Campo; y encargado de negocios de Chile en Costa Rica entre 1936 y 1942, bajo las presidencias de Arturo Alessandri y Pedro Aguirre Cerda y la vicepresidencia de Jerónimo Méndez Arancibia—, Ismael, Guillermo y María. Realizó sus estudios primarios y secundarios en el Internado Nacional Barros Arana. Continuó los superiores en la Facultad de Derecho de la Universidad de Chile, sin titularse como abogado.
Se casó con Berta Ofelia Gallo Gallo, con quien tuvo dos hijos: Adriana María y Carlos Alberto.

## Carrera profesional
Inició su actividad laboral en el sector público el 10 de mayo de 1928, incorporándose, con dieciocho años, al Ministerio del Interior, en el marco del primer gobierno del presidente Carlos Ibáñez del Campo. En dicha repartición gubernamental, efectuó toda su carrera administrativa hasta alcanzar el puesto de subsecretario de la misma, en 1945, con ocasión de la presidencia del radical Juan Antonio Ríos; se mantuvo en la función hasta el 27 de junio de 1946, fecha en que falleció dicho mandatario, y continuó en ella bajo las seguidas vicepresidencias de Alfredo Duhalde Vásquez, Vicente Merino Bielich y Juan Antonio Iribarren, dejándola finalmente el 3 de noviembre de aquél año.
De forma paralela, se desempeñó, en calidad de interino, en los cargos de gobernador del Departamento de Angol e intendente de las provincias de Malleco y Aysén. También, actuó como delegado del gobierno central en diferentes elecciones, y formó parte de las comisiones que se dedicaron a estudiar el problema de la inmigración en Chile.
En 1947, bajo la presidencia del también radical Gabriel González Videla, ingresó como contralor a la Caja de Crédito Hipotecario, posición que ostentó hasta 1949, cuando pasó a ejercer como secretario suplente de la institución, rol que fungió hasta el fin de ese gobierno en 1952. Tres años después, con ocasión de la segunda presidencia de Ibáñez del Campo, fue designado como secretario administrativo del recién creado «Departamento del Cobre», entidad pública dependiente del Banco Central, cuya función era intervenir en el mercado internacional del cobre y fiscalizar sus condiciones de producción y comercio interno.